# ハローキッズ
ハローキッズは2002年4月2日〜2004年3月26日にテレビ東京の平日17時55分〜18時00分で放送されたミニ番組。

## 主なコーナー
- ミニモニ。3Dバーチャルスタジオ企画
- 保田圭の美少女戦士オシエンジャー
- 松浦亜弥のキッズランキング
- カリスマアイドルやぐっちゃん
- 犯人はどっちだ!?
- ハロプロキッズ社会科見学
- ミニモニ。ツアー

## 出演者
- ミニモニ。
- 小川麻琴
- 紺野あさ美
- 新垣里沙
- 保田圭
- ハロー!プロジェクト・キッズ
- 松浦亜弥
- まこと
- 石井リカ

## カリスマニックネーム
「カリスマアイドルやぐっちゃん」の中で矢口真里がハロー!プロジェクト・キッズの各メンバーに付けた呼び名。
| 名前       | カリスマニックネーム |
| ---------- | -------------------- |
| 石村舞波   | まいっはーちゃん     |
| 嗣永桃子   | ピーチッチちゃん     |
| 清水佐紀   | しみハムちゃん       |
| 夏焼雅     | ミーヤちゃん         |
| 村上愛     | めーぐるちゃん       |
| 熊井友理奈 | ユリーネちゃん       |
| 矢島舞美   | チェリーちゃん       |
| 菅谷梨沙子 | おりんちゃん         |
| 鈴木愛理   | アイリーンちゃん     |
| 中島早貴   | サッキー             |
| 須藤茉麻   | ラビちゃん           |
| 徳永千奈美 | トックリーナ         |
| 岡井千聖   | オカールちゃん       |
| 萩原舞     | マーブルちゃん       |
| 梅田えりか | 梅さん               |

## DVD
- ハローキッズ1（2006年2月22日）
- ハローキッズ2（2006年2月22日）